# کرونوسلاو لورک
کرونوسلاو لورک (کرواتی: Krunoslav Lovrek؛ زادهٔ ۱۱ سپتامبر ۱۹۷۹) بازیکن فوتبال اهل کرواسی بود.
از باشگاه‌هایی که در آن بازی کرده‌است می‌توان به باشگاه فوتبال هایدوک اسپلیت، باشگاه فوتبال اسکی‌شهراسپور، باشگاه فوتبال سرزو اوزاکا، باشگاه فوتبال چونبوک هیوندای موتورز، باشگاه فوتبال زاگرب، باشگاه فوتبال لیرسه، و باشگاه فوتبال سیدنی اشاره کرد.
وی همچنین در تیم‌های ملی فوتبال زیر ۱۹ سال و زیر ۲۱ سال کرواسی بازی کرده‌است.